# Ronald Fraser (Schauspieler)
Ronald Gordon Fraser (* 11. April 1930 in Ashton-under-Lyne; † 13. März 1997 in London) war ein britischer Schauspieler.

## Leben
Fraser kam zum Schauspielberuf während seines Militärdienstes bei den Seaforth Highlanders in Nordafrika. 1953 nahm er ein Schauspielstudium an der Royal Academy of Dramatic Art auf, wonach er zur Theatergruppe von Sir Donald Wolfit stieß.
1954 gab Fraser sowohl sein Debüt im Film als auch im Fernsehen. In den Folgejahren schien der kleine, gedrungene Schauspieler mit dem markanten Gesicht prädestiniert für Würdenträger der britischen Imperialmacht, die durch starke menschliche Züge gekennzeichnet waren. Vor allem seine Figur des Basil „Badger“ Allenby-Johnson in der Fernsehserie The Misfits machte ihn einem breiten Publikum bekannt. 
Fraser spielte in den verschiedensten Genres von Satiren (Danach) und Abenteuerfilmen (Der Flug des Phoenix) über Dramen (Schwester George muss sterben) und Kriegsfilme (Zu spät für Helden – Antreten zum Verrecken, Die Wildgänse kommen) bis hin zu Literaturverfilmungen und Komödien (Get Charlie Tully).
Im Fernsehen konnte man ihn u. a. neben Jeremy Irons im Mehrteiler Wiedersehen mit Brideshead (nach Evelyn Waugh), der Jugendserie Die Fünf Freunde (nach Enid Blyton) sowie den Serien Mit Schirm, Charme und Melone und Die Abenteuer des jungen Indiana Jones sehen.
Von 1956 bis 1964 war Ronald Fraser mit der Schauspielerin Elizabeth Howe verheiratet.
Er starb am 13. März 1997 im Alter von 66 Jahren an inneren Blutungen.

## Filmografie (Auswahl)
- 1960: There Was a Crooked Man
- 1960: Der endlose Horizont (The Sundowners)
- 1962: Die Abenteuer des Kapitän Grant (In Search of the Castaways)
- 1963: Hotel International (The V.I.P.'s)
- 1964: Die Verdammten der Blauen Berge (Victim Five)
- 1964: Dschungel der Schönheit (The Beauty Jungle)
- 1965: Der Flug des Phoenix (The Flight of the Phoenix)
- 1965: Mit Schirm, Charme und Melone (The Avengers; Fernsehserie, 1 Folge)
- 1967: Flüsternde Wände (The Whisperers)
- 1967: Feuerdrache (Fathom)
- 1968: Der mysteriöse Mr. Sebastian (Sebastian)
- 1968: Luther
- 1968: Schwester George muss sterben (The Killing of Sister George)
- 1969: Dave – Zuhaus in allen Betten (Sinful Davey)
- 1969: Danach (The Bed-Sitting Room)
- 1970: Zu spät für Helden – Antreten zum Verrecken (Too Late the Hero)
- 1970: The Rise and Rise of Michael Rimmer
- 1970–1971: The Misfit
- 1971: Die herrlichen sieben Todsünden (The Magnificent Seven Deadly Sins)
- 1972: Get Charlie Tully
- 1976: Die Füchse (The Sweeney, Fernsehserie, 1 Folge)
- 1978: Die Wildgänse kommen (The Wild Geese)
- 1981: Wiedersehen mit Brideshead (Brideshead Revisited) (Fernsehserie)
- 1982: Der rosarote Panther wird gejagt (Trail of the Pink Panther)
- 1985, 1989: Der Aufpasser (Minder; Fernsehserie, 2 Folgen)
- 1986: Absolute Beginners – Junge Helden (Absolute Beginners)
- 1989: Scandal
- 1993: Die Abenteuer des jungen Indiana Jones (The Young Indiana Jones Chronicles – Young Indiana Jones and the Phantom Train of Doom)
- 1996: Die skandalösen Abenteuer der Moll Flanders (The Fortunes and Misfortunes of Moll Flanders)